# Cierpice (województwo kujawsko-pomorskie)

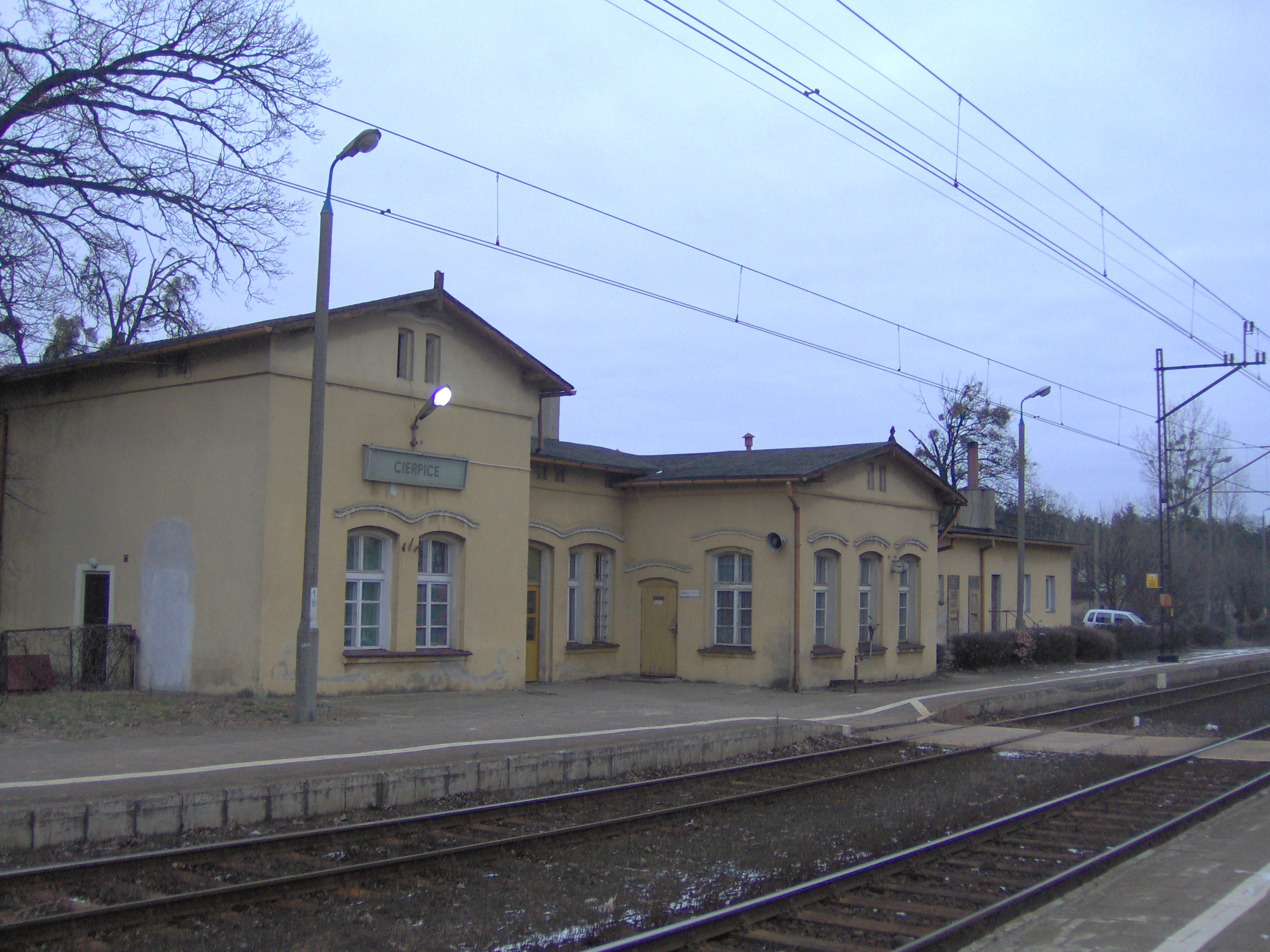
Budynek dworca kolejowego z XIX wieku

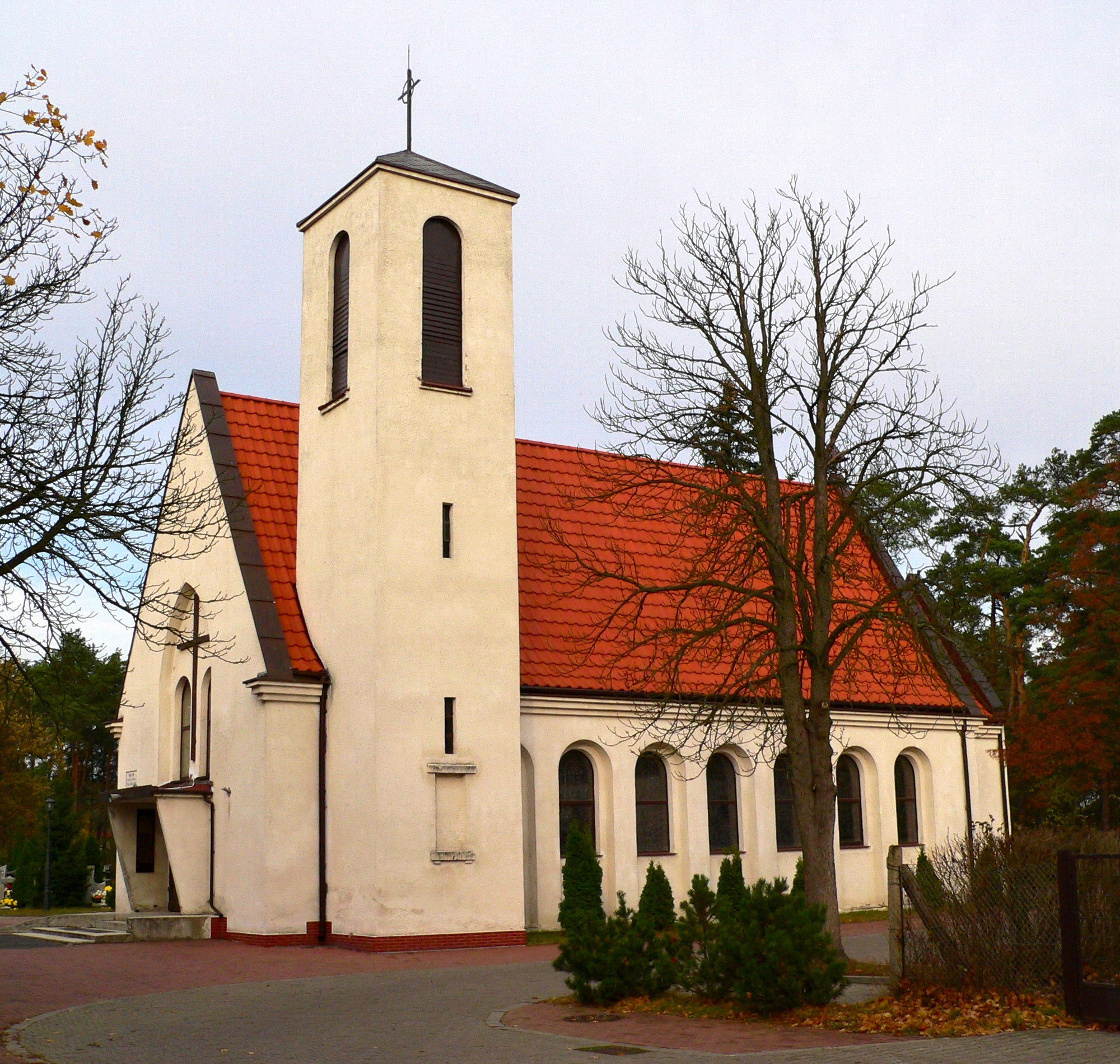
Kościół Najświętszej Maryi Panny Królowej Polski

Cierpice (niem. Schirpitz) – wieś w Polsce położona w województwie kujawsko-pomorskim, w powiecie toruńskim, w gminie Wielka Nieszawka. W latach 1975–1998 miejscowość administracyjnie należała do województwa toruńskiego.

## Integralne części miejscowości
- Chorągiewka
- Dybowo
- Kąkol
- Małe Jarki

## Toponimia
Wieś rozwinęła się wokół młyna wodnego, który zwał się Cierpiec(z) (poświadczone 1610) lub Cierpic(z), co z kolei derywowane jest prawdopodobnie od nazwy osobowej Cierpa (od czasownika cierpieć).
W 1880 zgermanizowana nazwa Cierpitz odnosiła się do wsi, natomiast Schirpitz do dworca kolejowego.

## Zabytki
Budynek dworca kolejowego z XIX wieku. 12 czerwca 2016 stację zamknięto dla ruchu pasażerskiego, a w jego miejsce uruchomiono nowy przystanek Cierpice Kąkol.
Pociągi wróciły na stację od 10 grudnia 2023 roku.

## Demografia
Struktura demograficzna mieszkańców miejscowości Cierpice wg danych z 31 grudnia 2009
| Opis      | Ogółem | Ogółem | Mężczyźni | Mężczyźni | Kobiety | Kobiety |
| --------- | ------ | ------ | --------- | --------- | ------- | ------- |
| jednostka | osób   | %      | osób      | %         | osób    | %       |
| populacja | 1267   | 100    | 637       | 50,28     | 630     | 49,72   |

| Opis                      | Osób | %    |
| ------------------------- | ---- | ---- |
| w wieku przedprodukcyjnym | 283  | 22,3 |
| w wieku produkcyjnym      | 849  | 67,0 |
| w wieku poprodukcyjnym    | 136  | 10,7 |

Według Narodowego Spisu Powszechnego (III 2011 r.) liczyła 1295 mieszkańców. Jest drugą co do wielkości miejscowością gminy Wielka Nieszawka.

## Instytucje oświatowe
- Gimnazjum im. Jana Kochanowskiego
- Szkoła Podstawowa im. Kornela Makuszyńskiego

## Transport
- Droga krajowa 10 (Lubieszyn granica państwa  z Niemcami  – Szczecin – Stargard – Piła – Bydgoszcz – Toruń – Lipno – Płońsk)
- Droga wojewódzka 200 (Cierpice (stacja kolejowa) – Cierpice)
- Droga wojewódzka 273 (Cierpice – Wielka Nieszawka – Mała Nieszawka – Toruń)
- Linia kolejowa 18 (Piła Główna – Kutno)